# Comportament prosocial
Comportamentul prosocial - toate studiile sugerează că activitățile prosociale sunt esențiale pentru bunăstarea grupurilor sociale într-o gamă largă de modalități. . 
În psihologia socială, comportamentele se împart în comportamente prosociale, și comportamente antisociale.

## Descriere generală
Un comportament al unei persoane este considerat ca fiind un comportament prosocial când el are urmări pozitive asupra sa sau asupra celorlalți indivizi din comunitatea unde comportamentul are loc, întărind astfel legăturile sociale din interiorul acestei comunități.

## Altruism și reciprocitate
Cele mai pure forme de comportament prosocial sunt motivate de altruism, altruist un interes în a ajuta o altă persoană.  Altruismul este predat de fiecare religie practicată pe scară largă în lume -, iudaism, islamism, hinduism, budism și creștinism  Circumstanțele cele mai probabile pentru apariția altruismului sunt empatia pentru un individ în nevoie, sau o relație strânsă între binefăcător și destinatar. 
Multe comportamente care apar prosocial altruistă sunt, de fapt, motivate de norma de reciprocitate, care este obligația de a restitui o favoare cu o favoare. Oamenii se simt vinovați atunci când nu întorc favorul primit și se pot simți furioși când altcineva nu întoarce favorul făcut de către ei. Reciprocitatea sau altruismul pot motiva multe comportamente prosociale importante, inclusiv partajarea. 

## Corectitudinea și partajarea în copilărie
Schimbul de cele mai multe în primii trei ani de viață se face pentru motive non-empatice, cum ar fi distractiv de joc ritual social sau din artificiala. Apoi, la aproximativ patru ani, o combinația dintre conștientizarea empatică și încurajarea adulților produc un sentiment de obligație din partea copilului de a împărtăși lucrurile sale și alții copii. Ceea ce este important în acest stadiu al dezvoltării este că minorul a dezvoltat o convingere că partajarea este o parte obligatorie a unei [relație socială|relații sociale]] și implică noțiunile de corect și greșit. 
Părinții pot seta exemple prin interacțiunile dintre ei sau prin comunicarea cu colegii, rudele sau vecinii. Dar părinții nu sunt prezenți pe parcursul tuturor interacțiunilor dintre copii când aceștia sunt mai puțin supravegheați. Construcția standardului de echitate se face zi de zi de către copii, în colaborare și negociere cu fiecare dintre ceilalți copii cu care interacționează

## Altruismul și voluntariatul la adulți
Cercetătorii au descoperit recent că, atunci când adulții mai în vârstă se angajează în comportamentul altruist și de voluntariat, aceștia beneficiază de aceste activități. Implicarea în activități de voluntariat nu numai că îi ajută pe ceilalți, dar pentru practicanții voluntariatului se poate reduce producția de hormoni de stres, ceea ce îmbunătățește sănătatea cardiovasculară și întărește sistemul imunitar. 

## Vezi și
- Comportament delincvent